# 市立大森病院
市立大森病院（しりつおおもりびょういん）は、秋田県横手市大森町にある、横手市が設置した公立の医療機関である。健康の丘おおもりの中核医療施設の機能を有する。
1998年に旧大森町の郊外に新築移転した際に、高齢者等保健福祉センター・介護老人保健施設・特別養護老人ホームの福祉複合施設を併設し、2004年には居宅支援センターを開設して、従来の病院の機能だけではなく、保健と福祉を一体化した総合的な医療を目指している。

## 沿革
- 1959年（昭和34年）6月 - 平鹿郡大森町に町立大森病院として、4診療科・一般病床50床で開設。
- 1963年（昭和38年）9月 - 病床数を74床に増床。
- 1982年（昭和57年）6月 - 病床数を95床に増床。
- 1998年（平成10年）
  - 2月 - 新病院が竣工
  - 4月1日 - 診療を開始。この日を開設日とする[1]。
  - 8月12日 - 救急告示病院に指定される[1]。
- 2005年（平成17年）
  - 10月 - 市町村合併で大森町が横手市となったことにより市立大森病院に改称する。
  - 12月 - 日本医療機能評価機構による 病院機能評価Ver4.0認定。
- 2010年（平成22年）12月 - 病院機能評価 Ver6.0認定。

## 保険指定施設
- 保険医療機関
- 労災保険指定医療機関
- 指定自立支援医療機関
- 身体障害者福祉法指定医の配置されている医療機関
- 生活保護法指定医療機関
- 結核指定医療機関
- 特定疾患治療研究事業委託医療機関
- 在宅療養支援病院
- 原子爆弾被害者一般疾病医療取扱医療機関
- 小児慢性特定疾患治療研究事業委託医療機関
- 公害医療機関

## 診療科等
- 内科
- 整形外科
- 外科
- 泌尿器科
- 小児科
- 眼科
- 皮膚科
- 神経内科
- 血液・腎臓内科
- 呼吸器内科
- 心臓血管外科
- 耳鼻いんこう科
- リハビリテーション科

## 認定専門医人数
専門医の人数はあきた医療情報ネットワークが公開している数値による。
- 公益社団法人日本整形外科学会 : 整形外科専門医 1人
- 一般社団法人日本消化器内視鏡学会 消化器内視鏡専門医 1人
- 一般社団法人日本泌尿器科学会 泌尿器科専門医 1人
- 一般社団法人日本外科学会 外科専門医 2人
- 一般社団法人日本肝臓学会 肝臓専門医 1人
- 一般財団法人日本消化器病学会 消化器病専門医 2人
- 一般社団法人日本消化器外科学会 消化器外科専門医 1人

## 健康の丘おおもり
敷地内に以下の健康・福祉施設を備える。各医療・福祉施設の間には渡り廊下が設置され、連携している。
- 市立大森病院
- 高齢者等保健福祉センター
- 介護老人保健施設「老健おおもり」
- 特別養護老人ホーム「白寿園」
- 居宅支援センター「森の家」

## 交通アクセス
鉄道
東日本旅客鉄道（JR東日本） 横手駅または大曲駅から路線バスで40分（以下詳細）。
バス
羽後交通 大森病院前バス停から徒歩で1分。
大森線 : 横手バスターミナル - 田根森郵便局 - 大森病院前
川西線 : 大曲バスターミナル - JA内小友支店前 - 大森病院前
自動車
一般車両は123台分の駐車場が無料で利用できる。
秋田自動車道・東北中央自動車道 横手ICから30分。
秋田自動車道 横手北SICから20分。

## 関連事項
横手市の救急告示病院
- 市立横手病院
- 平鹿総合病院